# ジャスティン・デ・ハース
ジャスティン・デ・ハース（Justin de Haas、2000年2月1日 - ）は、オランダ・ザーンダム出身のプロサッカー選手。NKロコモティヴァ・ザグレブ所属。ポジションは、ディフェンダー。